# شهرستان فانگ
شهرستان فانگ (به لاتین: Fang County) یک منطقهٔ مسکونی در چین است که در شییان واقع شده‌است.